# Стерие Петрашинку
Стерие Петрашинку (на румънски: Sterie Petraşincu) е румънски лекар, виден арумънски активист.

## Биография
Роден е на 5 май 1890 година във влашко семейство в смесения българо-влашки македонски град Крушево, тогава в Османската империя, днес в Северна Македония. Най-малкият син е на Николае и Поликсения Петрашинку.
След като завършва Румънския лицей в Битоля, през 1909 г. се записва в Медицинския факултет на Букурещкия университет и след завършването си през 1912 г. практикува в румънската столица. През Първата световна война (1916 – 1918) служи като лекар в 8-и кълърашки полк. Полкът влиза първи в опразнения от болшевиките Кишинев през 1918 г.
След войната Стерие и брат му Вангеле продават имуществото си в Крушево. Стерие се заселва в Скопие, където се жени за скопянката Евтерпи Папатеодоси. Заминават за Париж, където Петрашинку специализира урология в клиниката Некер през януари – март 1921 г.
Връща се в Румъния и работи в секцията по урология при проф. Моску в болницата Брънковенеск, в която остава 20 години. През 1925 г. се ражда синът му Никушор, жена му Евтерпи умира през 1931 г. Става военен лекар (1935); жени се отново – за Сафта Негина, през 1936 г.
Петрашинку е автор на много статии, публикувани в Румъния и чужбина и е президент на Румънското общество по урология.
Развива усилена дейност в подкрепа на каузата на арумъните на Балканите. Председател е на Обществото за македонорумънска култура (ОМРК). През 1940 г. по време на така наречената Национална легионерска държава е член на арумънската делегация, водена от Константин Папаначе, която излага пред маршал Йон Антонеску арумънските проблеми. Предложена му е длъжността „комисар по романизацията“, но той отказва.
След установяването на комунистическия режим в Румъния Петрашинку заедно с други лидери на ОМРК е преследван от властите, арестуван е по обвинение във фашизъм и расизъм и затворен в лагера Слобозия.